# Schönhausen (Meklemburgia-Pomorze Przednie)
Schönhausen – miejscowość i gmina w Niemczech, w kraju związkowym Meklemburgia-Pomorze Przednie, w powiecie Mecklenburgische Seenplatte, wchodzi w skład Związku Gmin Woldegk.